# Bersaillin
Bersaillin este o comună franceză, situată în departamentul Jura, regiunea culturală și istorică Franche-Comté în regiunea Bourgogne-Franche-Comté.

## Geografie

### Comune limitrofe
|           | Neuvilley Brainans        |                            |
| Colonne   |                           | Brainans                   |
| La Charme | Sellières Monay Darbonnay | Villerserine Saint-Lothain |

## Climă
În 2010, climatul comunei era de tip montan, conform unui studiu al Centrului Național de Cercetare Științifică (CNRS), bazat pe o serie de date ce acoperă perioada 1971-2000. În 2020, Météo-France a publicat o tipologie a climei din Franța metropolitană, conform căreia comuna este expusă unui climat montan sau de margine montană și se află în regiunea climatică Jura. Aceasta este caracterizată printr-o pluviozitate ridicată în toate anotimpurile (1 000 până la 1 500 mm/an), ierni aspre și o însorire redusă.
Pentru perioada 1971-2000, temperatura anuală medie este de 10,5 °C, cu o amplitudine termică anuală de 17,1 °C. Cumulul anual mediu de precipitații este de 1172 mm, cu 12,6 zile de precipitații în ianuarie și 9,2 zile în iulie. Pentru perioada 1991-2020, temperatura medie anuală observată la stația meteorologică Météo-France cea mai apropiată, situată în comuna Colonne la 3 km distanță, este de 11,7 °C, iar cumulul anual mediu de precipitații este de 1170,0 mm.
Parametrii climatici ai comunei au fost estimați pentru mijlocul secolului (2041-2070) conform diferitelor scenarii de emisie de gaze cu efect de seră, bazate pe noile proiecții climatice de referință DRIAS-2020. Aceștia pot fi consultați pe un site dedicat publicat de Météo-France în noiembrie 2022.

## Urbanism

### Tipologie
La 1 ianuarie 2024, Bersaillin este clasificată drept comună rurală cu habitat dispersat, conform noii grile comunale de densitate în șapte niveluri, definită de INSEE (Institutul Național de Statistică și Studii Economice) în 2022. Este situată în afara unității urbane. De asemenea, comuna face parte din zona metropolitană a orașului Poligny, din care este o comună de coroană. Această arie, care reunește 22 de comune, este clasificată în categoriile cu mai puțin de 50.000 de locuitori.

### Utilizarea terenurilor
Ocupația terenurilor din comună, așa cum reiese din baza de date europeană privind ocuparea biofizică a solurilor Corine Land Cover (CLC), este marcată de importanța teritoriilor agricole (57,3 % în 2018), în scădere față de 1990 (63,8 %). Repartiția detaliată în 2018 este următoarea: păduri (36,3 %), zone agricole heterogene (25,6 %), pajiști (19,2 %), terenuri arabile (12,5 %), zone urbanizate (6,4 %). Evoluția ocupării terenurilor în comună și a infrastructurilor sale poate fi observată pe diferitele reprezentări cartografice ale teritoriului: harta Cassini (secolul XVIII), harta de stat-major (1820-1866) și hărțile sau fotografiile aeriene ale IGN pentru perioada actuală (1950 până în prezent).

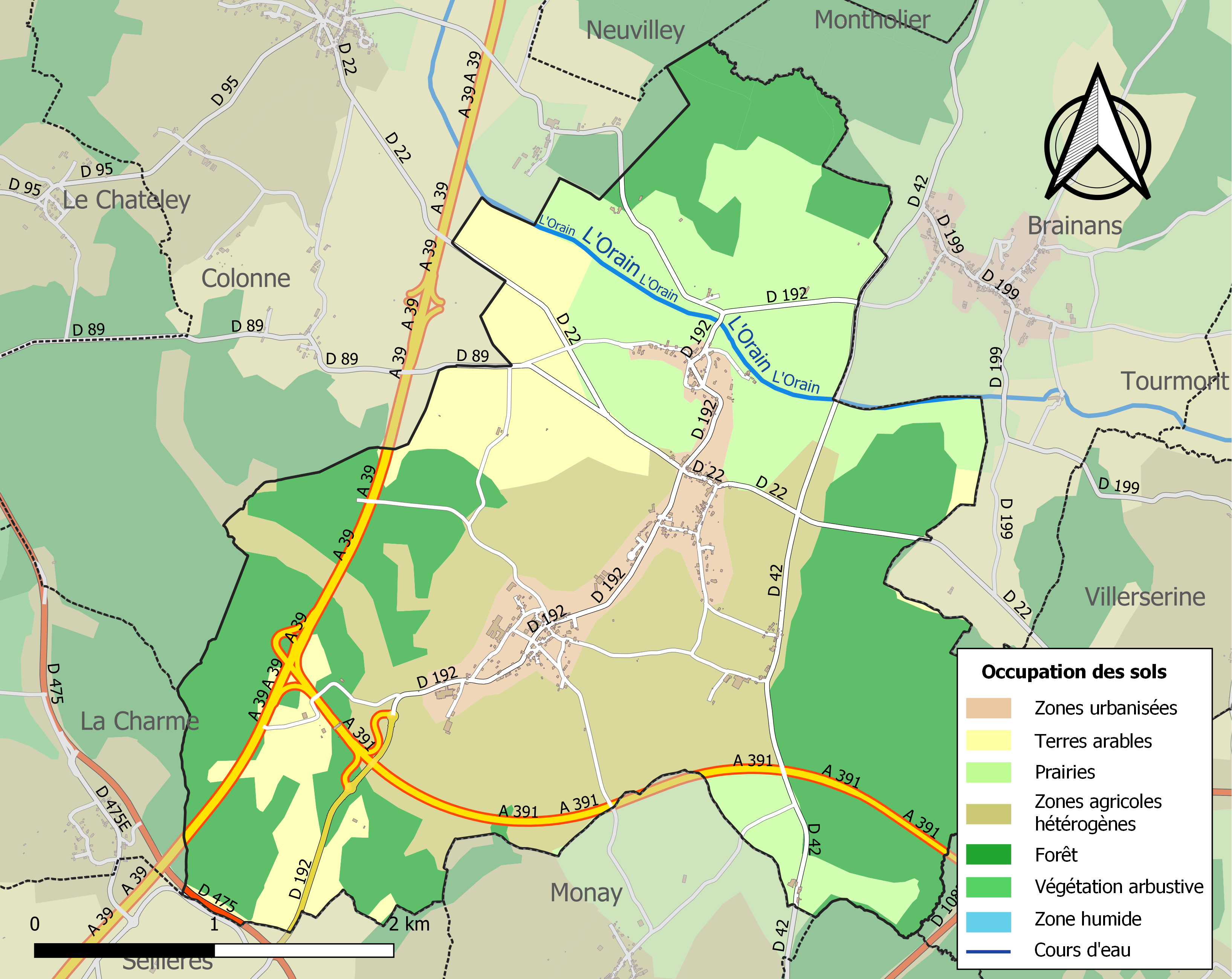
Harta infrastructurii și utilizării terenului a comunei în 2018 (CLC).

## Populația și societatea

### Date demografice
Evoluția numărului de locuitori este cunoscută prin recensămintele populației efectuate în comuna respectivă începând din 1793. Pentru comunele cu mai puțin de 10 000 de locuitori, un recensământ al întregii populații este realizat la fiecare cinci ani, populațiile legale pentru anii intermediari fiind estimate prin interpolare sau extrapolare. Pentru comuna respectivă, primul recensământ exhaustiv în cadrul noului dispozitiv a fost realizat în 2004.
În 2022, comuna număra 401 locuitori, în scădere cu -0,25 % față de 2016 (Jura: -0,81 %, Franța fără Mayotte: +2,11 %).
| An        | 1793 | 1821 | 1841 | 1856 | 1876 | 1886 | 1901 | 1921 | 1936 | 1962 | 1982 | 2006 | 2014 | 2022 |
| --------- | ---- | ---- | ---- | ---- | ---- | ---- | ---- | ---- | ---- | ---- | ---- | ---- | ---- | ---- |
| Populație | 310  | 332  | 457  | 362  | 373  | 362  | 293  | 240  | 205  | 141  | 325  | 349  | 404  | 401  |

## Cultură locală și patrimoniu

### Locuri și monumente
- Capela Sainte-Anne;
- Castelele: unul (sec. al XIV-lea) a fost o fostă proprietate a familiei de Froissard și adăpostește un centru cultural în dependințele sale; celălalt (sec. al XVI-lea, al XVIII-lea și al XIX-lea) este parțial înscris în lista monumentelor istorice din 1977 și 1995[25]; un al treilea, domeniul Bersaillin, este disponibil spre închiriere pentru organizarea de nunți;
- Biserica Sainte-Catherine (sec. al XVIII-lea, cu o capelă seniorială din sec. al XVI-lea), înscrisă în lista monumentelor istorice din 1995[26];
- Zona de odihnă „Chat perché” de pe autostrada A39 își trage numele de la o operă a lui Marcel Aymé, Contes du chat perché („Poveștile motanului cocoțat”); autorul și-a petrecut copilăria în departament, la Villers-Robert, apoi la Dole.